# 王船山出生地纪念馆
26°54′25.6″N 112°36′25.1″E / 26.907111°N 112.606972°E
王船山出生地纪念馆位于衡阳市回雁峰景区的半山腰，纪念馆收藏有王夫之毕生著作及卧室用品。

## 建筑
王船山出生地纪念馆位于雁峰区回雁峰西侧半山腰。
纪念馆主体占地面积101平方米，为一座青砖黛瓦的仿明清建筑。采用中国传统的对称式古典建筑形式，檐高4.42米，上为正房、中为庭院、下为山门。
- 王船山出生地纪念馆的山门
- 王船山出生地纪念馆里的景致
- 王船山出生地纪念馆的正门

## 馆藏
纪念馆正房中央是一座王船山半身塑像，馆内挂有楹联三幅、匾额二块、字画5幅。
纪念馆左侧厢房则陈列有木屐、雨伞、油灯等物品，还有《船山全书》和后世学者研究船山思想的著作。
纪念馆右侧厢房布展的是船山先生的雕花木床、木椅及带补丁的蚊帐、被褥。
- 船山遗书、王夫之诗文集、周易内传、周易外传
- 船山全书
- 学者对王船山的研究著作

## 争议
王之春所编的《王船山年谱》记载，王夫之出生于衡州府城南回雁峰王衙坪，即是王船山出生地纪念馆所在位置的附近。
但衡阳民间学者袁固新认为，史料有记载王夫之曾在五十九岁率家族众人去东洲上的祖茔拜谒，王夫之的发妻陶氏也葬于衡州府江东岸零泉乡的王衙山等。综上，王夫之出生的王衙坪可能实际是在零泉乡的王衙山下。